# Domecq

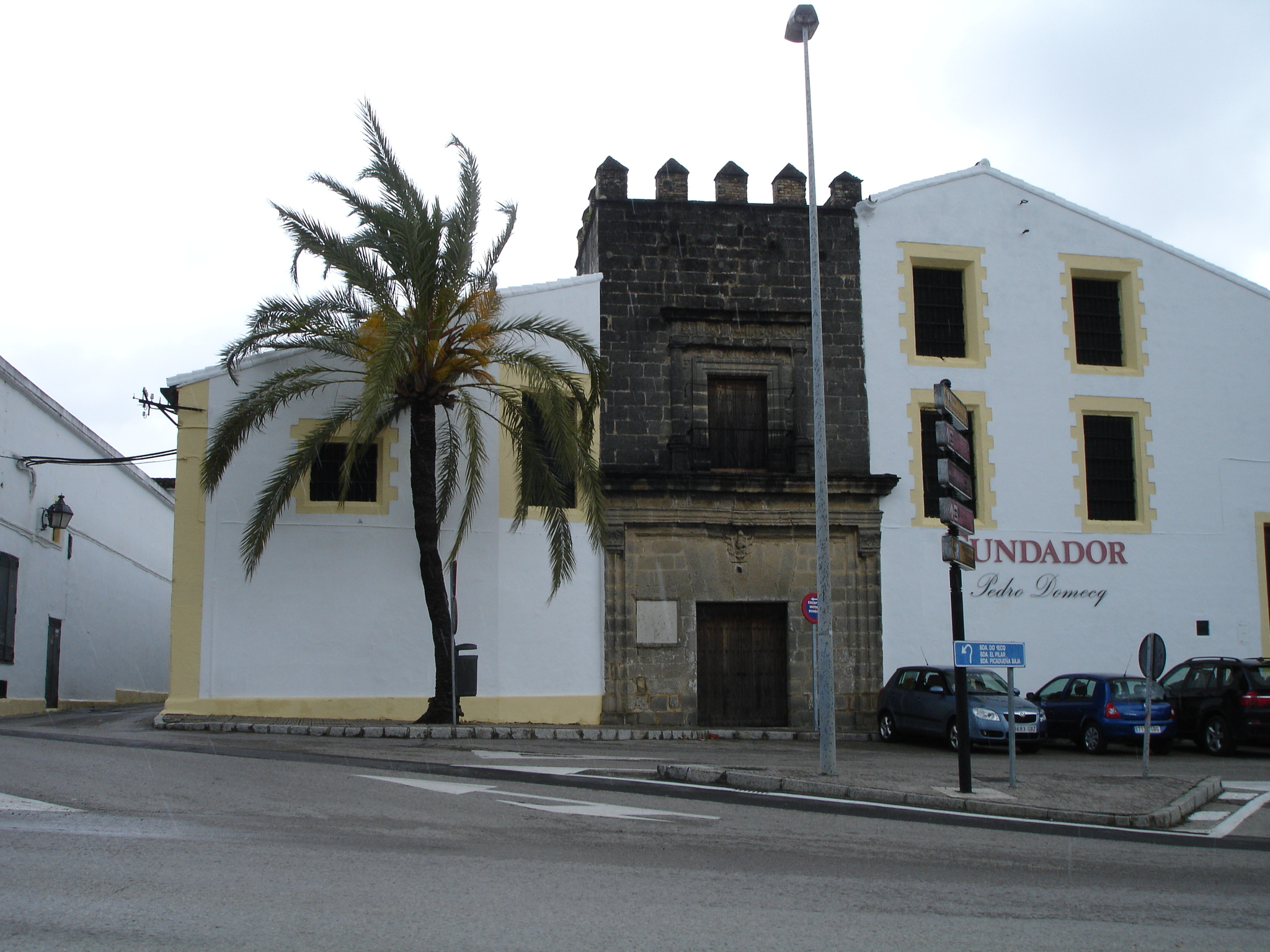
Vista de las bodegas en Jerez

Pedro Domecq fue una antigua empresa bodeguera española con sede en Jerez de la Frontera (Andalucía, España), integrada en las últimas décadas en diversas multinacionales del sector, la cual, tras varios procesos de adquisiciones pasó a denominarse Bodegas Fundador.

## Historia

### Antecedentes
Los antecedentes de las bodegas Pedro Domecq se encuentran hacia 1730, cuando el irlandés Patrick Murphy Woodlock fundó una bodega en el centro histórico de Jerez de la Frontera, tras adquirir la Bodega El Molino.
En 1745, se asoció con su amigo Jean Haurie Nebout, natural de Vielleségure en el principado de Béarn y que residía en Jerez desde hacía algunos años y que terminó heredando el negocio de su socio.
En 1775, Juan Haurie creó la compañía Juan Haurie y sobrinos. Haurie murió en 1794 y el negocio lo asumió uno de sus sobrinos Juan Carlos Haurie.

### Creación y expansión

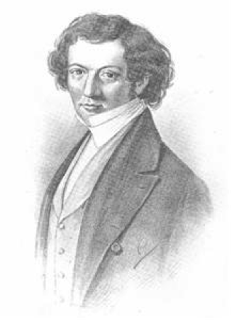
Pedro Domecq Lembeye, fundador de las bodegas Domecq en 1822.

La empresa Domecq se creó con este nombre en 1822, fundada por Pedro Domecq Lembeye, sobrino nieto de Juan Haurie, que adquirió el quebrado negocio familiar de los Hauries. A Pedro Domecq, le sucedió en el negocio su hermano Juan Pedro Domecq Lembeye y Pedro Domecq Loustau. Desde entonces continuó siendo un negocio familiar y se extendió por varios países.

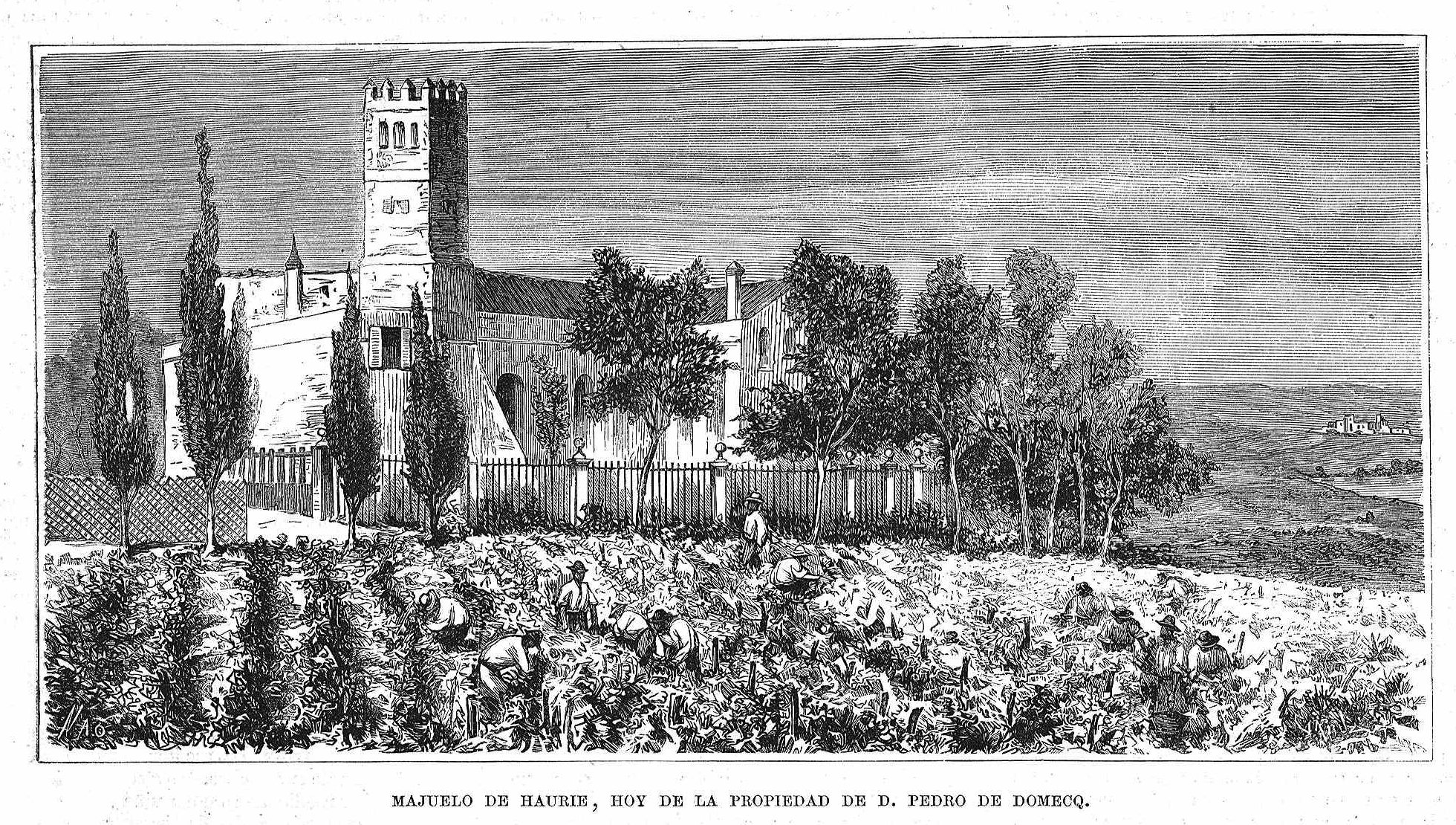
«Majuelo de Haurie, hoy de la propiedad de D. Pedro de Domecq» (El Campo, 1877)

En 1948, Domecq se estableció en México de la mano de Pedro Domeq González y Antonio Ariza que establecieron las bases del negocio en América y que supuso la creación de la marca de brandy Presidente en 1958.
A raíz de la crisis del petróleo de 1973, el sector del jerez sufrió una grave caída que llevó a Pedro Domecq a pérdidas que alcanzaron casi 2.000 millones de pesetas en 1982. En esos momentos José María Ruiz Mateos, que gobernaba Rumasa, antes de su expropiación en 1983, estuvo a punto de entrar en la considerada mayor bodega de Jerez, entonces. En los siguientes años, tras un plan de austeridad, Domecq pudo recuperarse.

### Venta
En 1994, fue adquirida por la entidad "Allied Lyons", que la renombró Allied Domecq y formó una de las mayores multinacionales de bebidas. El grupo Allied Domecq fue comprado por la multinacional Pernod Ricard en 2005.
Desde entonces los activos de las Bodegas Domecq han sido vendidos por separado. Las marcas de fino La Ina y oloroso Río Viejo, junto con sus soleras fueron adquiridas por Osborne y más tarde por Lustau. Otras marcas de brandy como 'Carlos I', 'Carlos III' y 'Felipe II' así como los cuatro vinos VORS, 'Sibarita', 'Amontillado 51-1ª', 'Venerable' y 'Capuchino' quedaron bajo la propiedad del Grupo Osborne, mientras que Pernod Ricard mantuvo la marca "Pedro Domecq", más tarde adquirida como propiedad intelectual por la joint venture Bodegas Las Copas. Las marcas y las instalaciones fundacionales bodegueras de Fundador, Harveys, Terry y Tres Cepas, así como los viñedos en Jerez fueron vendidos a "Beam global" y estos a su vez las transmitieron al grupo japonés "Suntory". En 2016, el grupo filipino Emperador Distillers, propiedad de Andrew Tan, adquirió estos activos por 275 millones de euros, pasando a denominarse Bodegas Fundador, como la heredera de las antiguas Bodegas Pedro Domecq. Desde entonces el grupo ha apostado fuerte por la bodega, abriendo un gastrobar en sus instalaciones, reforzando sus marcas, rehabilitando la Torre de Riquelme y robotizando la producción entre otras muchas acciones. Más tarde, en 2018 los activos y marcas de las Bodegas Garvey son adquiridos por Bodegas Fundador e incorporadas a su portafolio.

## Marcas y especialidades

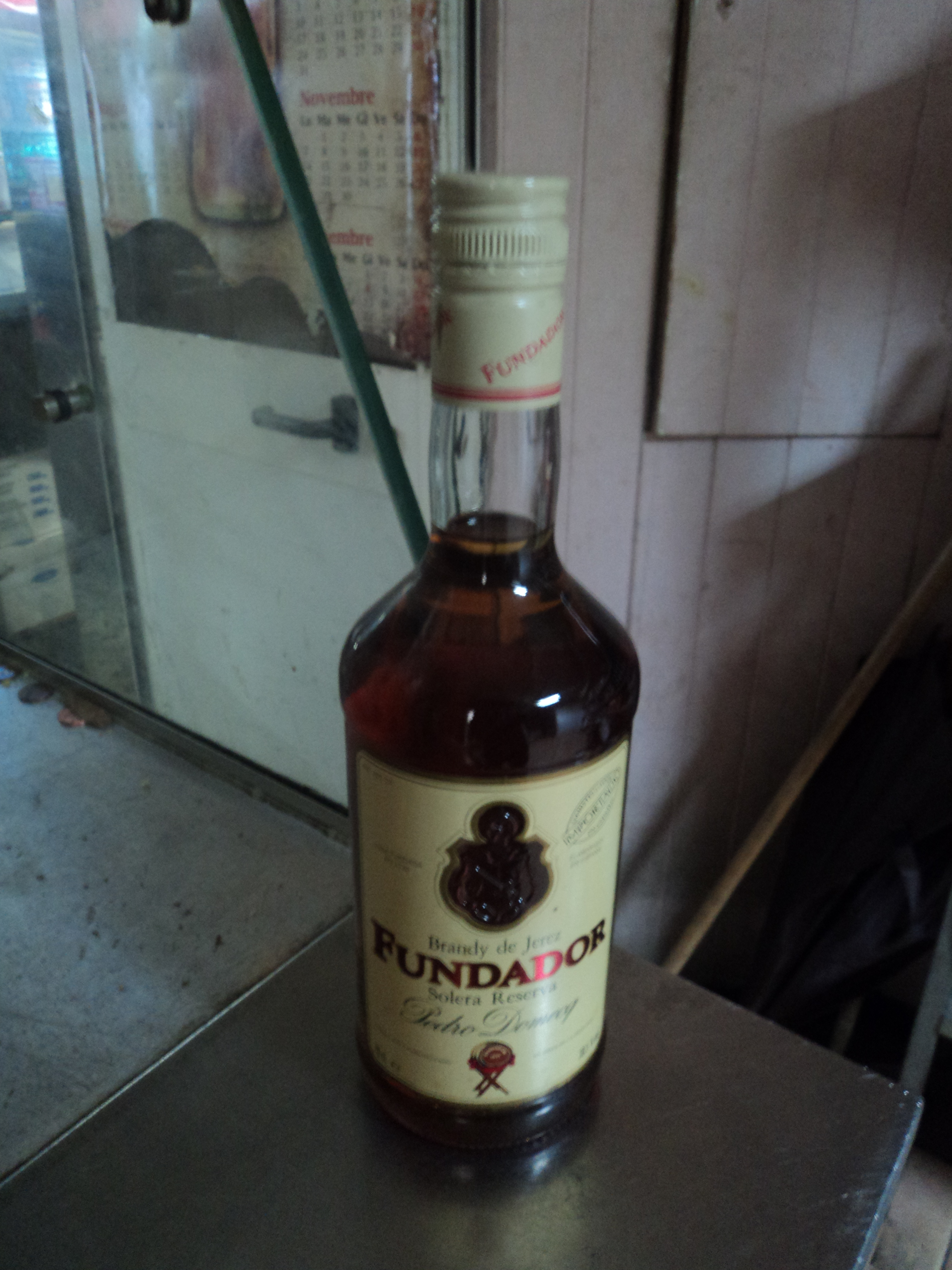
Botella de Brandy Fundador

Pedro Domecq contaba con grandes marcas de vinos y licores, antes de su venta, entre las que destacaban:
- Fino "La Ina" (propiedad en 2017 de Bodegas Lustau)[13]
- Oloroso "Río Viejo" (propiedad en 2017 de Bodegas Lustau)
- Brandy de Jerez "Fundador", marca de referencia en Filipinas.[14] En 2017 la edición "Fundador Supremo 18YO Oloroso Sherry Cask" es nombrado "Mejor Brandy del Mundo" en la feria internacional China Wine & Spirit Awards.[15][16]
- Sherry Cask colección. En 2019 recibe tres reconocimientos "Oro" [17] en San Francisco World Spirits Competition por Fundador Supremo.

## Instalaciones y patrimonio

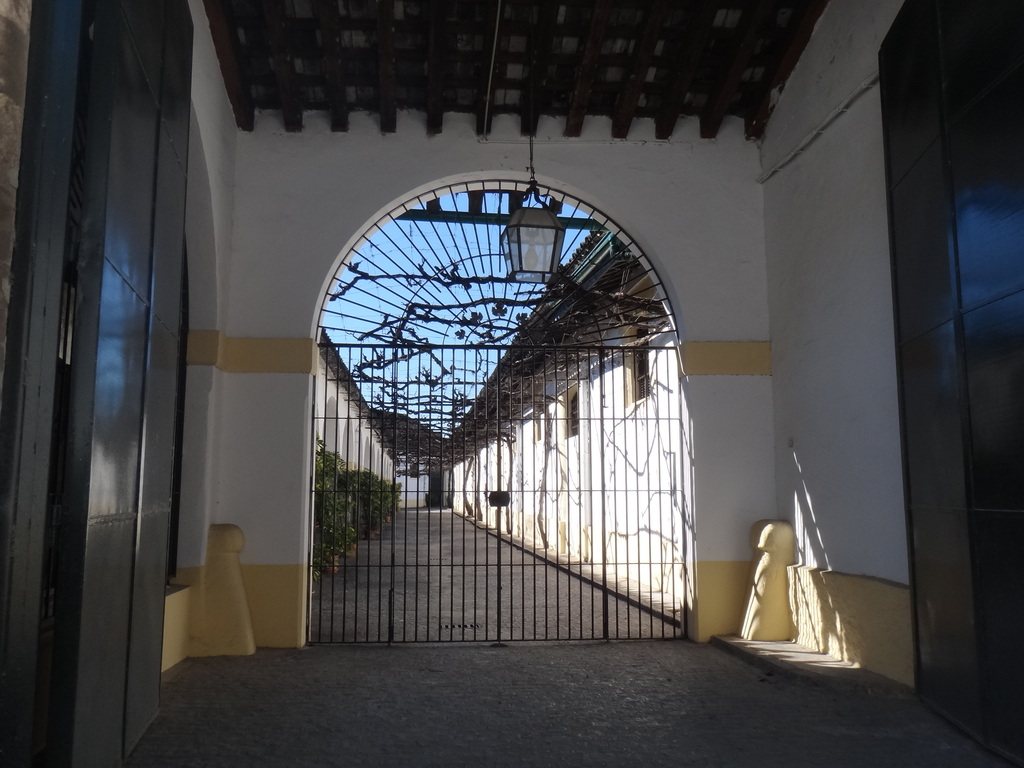
Calle Interior de las Bodegas

Sus instalaciones de sus bodegas en el centro histórico han sido siempre un importante reclamo turístico de la zona. 
Su fachada está protegida como "Bien Cultural".
La bodega fue propietaria de grandes extensiones de suelo en la ciudad, incluyendo calles particulares entre sus bodegas y palacios (como la Casa de los Basurto). Este "poder" fue criticado por Vicente Blasco Ibáñez en su novela La bodega (1905). No obstante, también se hicieron viviendas sociales para sus trabajadores
y en la actualidad gran parte de lo que quedaba se ha vendido para hacer proyectos inmobiliarios.
La empresa compró otras bodegas como las famosas "Harveys", cuya gestión la llevó en 2017 a conseguir el premio a la 'Mejor Bodega Elaboradora de Vinos Fortificados del Mundo' en el 'International Wine & Spirits Competition'. Igualmente es famosa por tener el sello Royal Warrant como producto alimenticio que compra la Casa Real Británica.
Fruto de estas adquisiciones también tiene una gran cantidad de viñedos.

## Museo
Desde 2013, en España existe un museo de Fundador que alberga algunos de los activos históricos de las antiguas bodegas Domecq. Se conservan, así entre otros, las botas en las que se creó (sin intención) el primer Brandy.

## Reconocimientos
El 2019 fue distinguida como "Mejor bodega de vinos fortificados del mundo" y cuarta de Brandy en la 50° gala de la International Wine & Spirit Competition